# Filipendula tsuguwoi
Filipendula tsuguwoi är en tvåhjärtbladig växtart som beskrevs av Jisaburo Ohwi. Filipendula tsuguwoi ingår i släktet älggrässläktet och familjen rosväxter. Inga underarter finns listade i Catalogue of Life.